# Saint-Michel (Tarn-et-Garonne)
Saint-Michel is een gemeente in het Franse departement Tarn-et-Garonne (regio Occitanie) en telt 217 inwoners (1999). De plaats maakt deel uit van het arrondissement Castelsarrasin.

## Geografie
De oppervlakte van Saint-Michel bedraagt 13,5 km², de bevolkingsdichtheid is 16,1 inwoners per km².
De onderstaande kaart toont de ligging van Saint-Michel (Tarn-et-Garonne) met de belangrijkste infrastructuur en aangrenzende gemeenten.

## Demografie
Onderstaande figuur toont het verloop van het inwonertal (bron: INSEE-tellingen).